# پودر کاری

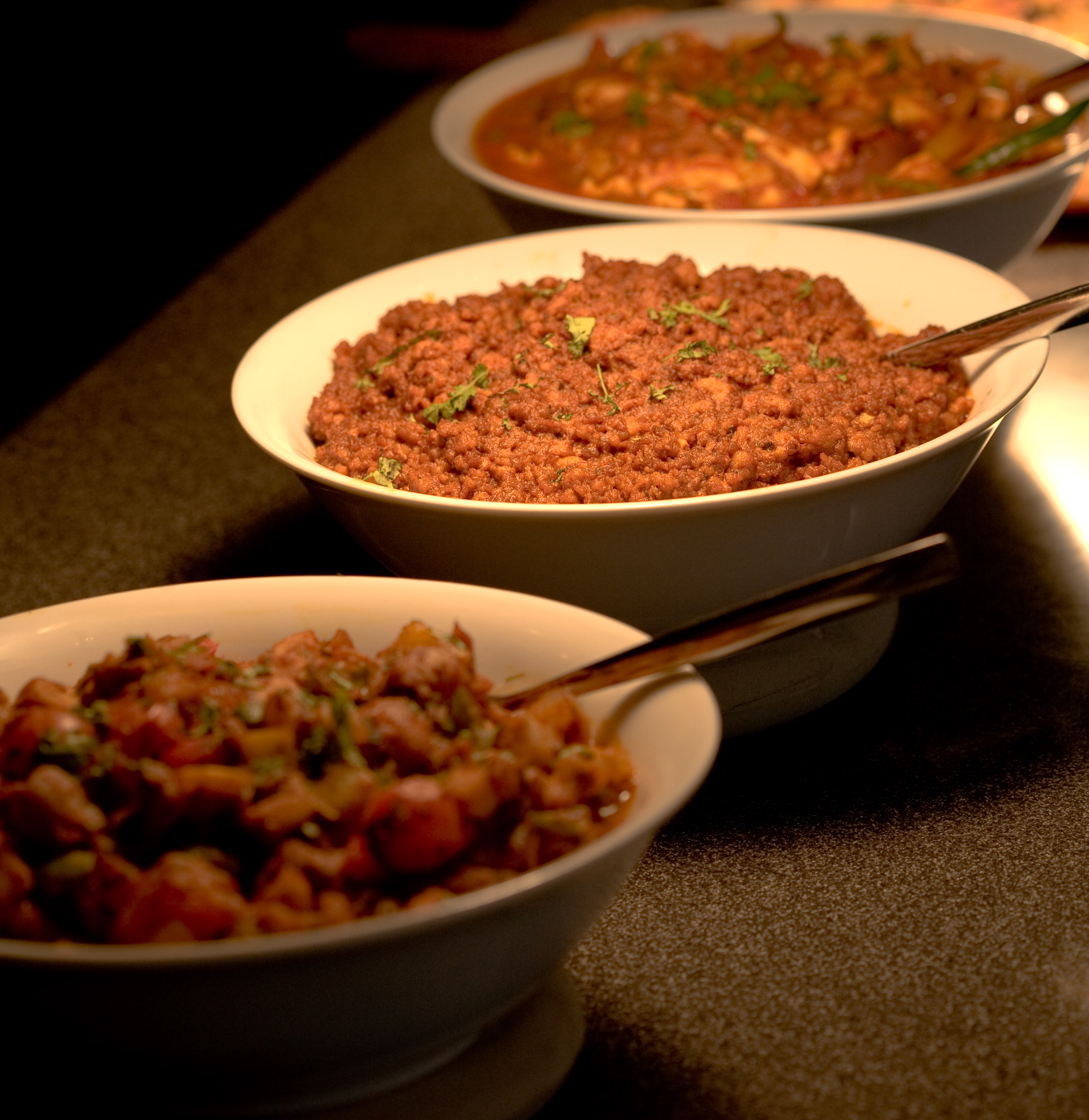
غذای هندی و پودر کاری

پودر کاری (به انگلیسی: Curry powder)، ادویه‌ای است که معمولاً در آشپزی هندی کاربرد دارد و معمولاً ترکیب چند ادویهٔ دیگر است. با پیشرفت ارتباطات و آگاهی مردم از فرهنگ و تمدن دیگر کشورها در اکثر کشورها از این پودر در تهیه غذاهای مختلف و در پخت غذاهایی که نیاز به ادویه خاص ندارند، استفاده می‌کنند.

## محتویات
پودر کاری اگرچه به صورت یک ادویه مجزا فروخته می‌شود، ولی ترکیبات آن در کشورها و ملل مختلف، متفاوت است؛ اما به‌طور کلی می‌توان گفت: مخلوطی از زردچوبه، دارچین، سیر، هل، زیره، فلفل تند و گشنیز است.
اما عنصر اصلی پودر کاری در تمام کشورها زردچوبه‌است.

## خاصیت درمانی
پودر کاری به دلیل وجود زردچوبه که عامل ضدالتهاب و یک آنتی‌اکسیدان قوی است، موجب کاهش التهاب مفاصل می‌شود. حتی ممکن است این عنصر ژن ناقل سرطان پستان را غیرفعال کند و روند پیشرفت سرطان پروستات و سرطان روده بزرگ را کاهش دهد.
زردچوبه تأثیر مثبت و چشمگیری در درمان سرطان لوزالمعده دارد. گروهی از پژوهشگران معتقدند که زردچوبه می‌تواند با سرطان پوست نیز مبارزه و ملانوم سلول‌های سرطانی پوست را تخریب کند. به نظر می‌رسد که زردچوبه موجود در پودر کاری از آلزایمر پیشگیری می‌کند. کاری، حافظه را بهبود می‌بخشد.
کورکامین موجود در زردچوبه و کاری زرد از دیر باز برای درمان آکنه و تقویت کبد، آلرژی و مشکلات گوارشی استفاده می‌شده‌است در حال حاضر برخی از آزمایش‌ها نیز حاکی از این هستند که کورکومین از منتشر شدن سرطان در بدن جلوگیری می‌کند و نیز از سلول‌های سالم در برابر رادیوتراپی محافظت می‌کند.
این گیاه به بهبود عملکرد معده و روده باریک کمک می‌کند.